# Canottaggio ai Giochi della XXXII Olimpiade - Singolo maschile
La gara del singolo maschile dei Giochi della XXXII Olimpiade si è svolta tra il 23 e il 30 luglio 2021. Hanno partecipato 32 atleti.
La gara è stata vinta dal greco Stefanos Ntouskos.

## Formato
La competizione si è svolta su quattro turni, in ognuno dei quali i primi tre classificati di ogni batteria sono avanzati al turno successivo. Gli equipaggi eliminati al primo turno si sono affrontati in tre batterie di ripescaggio, ognuna delle quali ha qualificato altri due atleti al secondo turno.
Gli equipaggi eliminati hanno partecipato ad un analogo tabellone che ha determinato i piazzamenti.

## Programma
| Data           | Ora (UTC+9) | Turno            |
| -------------- | ----------- | ---------------- |
| 23 luglio 2021 | 08:30       | Batterie         |
| 24 luglio 2021 | 08:30       | Ripescaggi       |
| 25 luglio 2021 | 09:00       | Semifinali E/F   |
| 25 luglio 2021 | 11:40       | Quarti di finale |
| 29 luglio 2021 | 11:00       | Semifinali A/B   |
| 29 luglio 2021 | 11:40       | Semifinali C/D   |
| 30 luglio 2021 | 07:45       | Finale F         |
| 30 luglio 2021 | 08:05       | Finale E         |
| 30 luglio 2021 | 08:35       | Finale D         |
| 30 luglio 2021 | 08:55       | Finale C         |
| 30 luglio 2021 | 09:15       | Finale B         |
| 30 luglio 2021 | 09:45       | Finale A         |

## Risultati

### Batterie
| Pos. | Atleti                    | Nazione   | Tempo   | Note |
| ---- | ------------------------- | --------- | ------- | ---- |
| 1    | Kjetil Borch              | Norvegia  | 6:54.56 | QF   |
| 2    | Bendegúz Pétervári-Molnár | Ungheria  | 7:04.42 | QF   |
| 3    | Luca Verthein             | Brasile   | 7:05.00 | QF   |
| 4    | Jan Fleissner             | Rep. Ceca | 7:16.56 | R    |
| 5    | Abdulrahman Al-Fadhel     | Kuwait    | 8:49.03 | R    |
| 6    | Mohammed Al-Khafaji       | Iraq      | 8:57.01 | R    |

| Pos. | Atleti             | Nazione         | Tempo   | Note |
| ---- | ------------------ | --------------- | ------- | ---- |
| 1    | Stefanos Ntouskos  | Grecia          | 6:59.49 | QF   |
| 2    | Jordan Parry       | Nuova Zelanda   | 7:04.45 | QF   |
| 3    | Álvaro Torres      | Perù            | 7:07.92 | QF   |
| 4    | Quentin Antognelli | Monaco          | 7:10.52 | R    |
| 5    | Ignacio Vásquez    | Rep. Dominicana | 7:43.71 | R    |
| 6    | Rio Rii            | Vanuatu         | 8:00.98 | R    |

| Pos. | Atleti               | Nazione    | Tempo   | Note |
| ---- | -------------------- | ---------- | ------- | ---- |
| 1    | Sverri Nielsen       | Danimarca  | 7:02.88 | QF   |
| 2    | Gennaro Di Mauro     | Italia     | 7:06.87 | QF   |
| 3    | Vladislav Yakovlev   | Kazakistan | 7:10.08 | QF   |
| 4    | Peter Purcell-Gilpin | Zimbabwe   | 7:10.65 | R    |
| 5    | Alhussein Ghambour   | Libia      | 7:52.37 | R    |

| Pos. | Atleti              | Nazione        | Tempo   | Note |
| ---- | ------------------- | -------------- | ------- | ---- |
| 1    | Trevor Jones        | Canada         | 7:04.12 | QF   |
| 2    | Mindaugas Griškonis | Lituania       | 7:05.88 | QF   |
| 3    | Onat Kazakli        | Turchia        | 7:20.11 | QF   |
| 4    | Dara Alizadeh       | Bermuda        | 7:34.96 | R    |
| 5    | Husein Alireza      | Arabia Saudita | 7:54.18 | R    |

| Pos. | Atleti              | Nazione   | Tempo   | Note |
| ---- | ------------------- | --------- | ------- | ---- |
| 1    | Damir Martin        | Croazia   | 7:09.17 | QF   |
| 2    | Alexander Vyazovkin | ROC       | 7:14.95 | QF   |
| 3    | Cris Nievarez       | Filippine | 7:22.97 | QF   |
| 4    | Félix Potoy         | Nicaragua | 7:32.54 | R    |
| 5    | Privel Hinkati      | Benin     | 7:40.87 | R    |

| Pos. | Atleti               | Nazione        | Tempo   | Note |
| ---- | -------------------- | -------------- | ------- | ---- |
| 1    | Oliver Zeidler       | Germania       | 7:00.40 | QF   |
| 2    | Ryuta Arakawa        | Giappone       | 7:02.79 | QF   |
| 3    | Abdelkhalek El-Banna | Egitto         | 7:03.44 | QF   |
| 4    | Finn Florijn         | Paesi Bassi    | 7:04.56 | R    |
| 5    | Franck N'Dri         | Costa d'Avorio | 7:49.19 | R    |

### Ripescaggi
| Pos. | Atleti              | Nazione        | Tempo   | Note  |
| ---- | ------------------- | -------------- | ------- | ----- |
| 1    | Quentin Antognelli  | Monaco         | 7:34.14 | Q     |
| 2    | Mohammed Al-Khafaji | Iraq           | 7:41.72 | Q     |
| 3    | Félix Potoy         | Nicaragua      | 7:44.52 | S E/F |
| 4    | Alhussein Ghambour  | Libia          | 7:57.88 | S E/F |
| 5    | Franck N'Dri        | Costa d'Avorio | 8:03.25 | S E/F |

| Pos. | Atleti          | Nazione         | Tempo   | Note  |
| ---- | --------------- | --------------- | ------- | ----- |
| 1    | Jan Fleissner   | Rep. Ceca       | 7:29.90 | Q     |
| 2    | Dara Alizadeh   | Bermuda         | 7:35.90 | Q     |
| 3    | Ignacio Vásquez | Rep. Dominicana | 7:42.83 | S E/F |
| 4    | Privel Hinkati  | Benin           | 7:55.93 | S E/F |

| Pos. | Atleti                | Nazione        | Tempo   | Note  |
| ---- | --------------------- | -------------- | ------- | ----- |
| 1    | Peter Purcell-Gilpin  | Zimbabwe       | 7:35.16 | Q     |
| 2    | Husein Alireza        | Arabia Saudita | 8:06.78 | Q     |
| 3    | Rio Rii               | Vanuatu        | 8:17.00 | S E/F |
| 4    | Abdulrahman Al-Fadhel | Kuwait         | 9:04.73 | S E/F |
| 5    | Finn Florijn          | Paesi Bassi    | DNS     |       |

### Quarti di finale
| Pos. | Atleti               | Nazione        | Tempo   | Note  |
| ---- | -------------------- | -------------- | ------- | ----- |
| 1    | Kjetil Borch         | Norvegia       | 7:10.97 | S A/B |
| 2    | Stefanos Ntouskos    | Grecia         | 7:12.77 | S A/B |
| 3    | Gennaro Di Mauro     | Italia         | 7:26.25 | S A/B |
| 4    | Quentin Antognelli   | Monaco         | 7:29.99 | S C/D |
| 5    | Abdelkhalek El-Banna | Egitto         | 7:32.86 | S C/D |
| 6    | Husein Alireza       | Arabia Saudita | 8:35.05 | S C/D |

| Pos. | Atleti               | Nazione   | Tempo   | Note  |
| ---- | -------------------- | --------- | ------- | ----- |
| 1    | Sverri Nielsen       | Danimarca | 7:10.52 | S A/B |
| 2    | Trevor Jones         | Canada    | 7:17.65 | S A/B |
| 3    | Alexander Vyazovkin  | ROC       | 7:20.04 | S A/B |
| 4    | Onat Kazakli         | Turchia   | 7:32.86 | S C/D |
| 5    | Dara Alizadeh        | Bermuda   | 7:35.73 | S C/D |
| 6    | Peter Purcell-Gilpin | Zimbabwe  | 7:37.97 | S C/D |

| Pos. | Atleti                    | Nazione    | Tempo   | Note  |
| ---- | ------------------------- | ---------- | ------- | ----- |
| 1    | Damir Martin              | Croazia    | 7:17.71 | S A/B |
| 2    | Bendegúz Pétervári-Molnár | Ungheria   | 7:24.63 | S A/B |
| 3    | Ryuta Arakawa             | Giappone   | 7:26.04 | S A/B |
| 4    | Álvaro Torres             | Perù       | 7:31.85 | S C/D |
| 5    | Jan Fleissner             | Rep. Ceca  | 7:37.01 | S C/D |
| 6    | Vladislav Yakovlev        | Kazakistan | 7:39.47 | S C/D |

| Pos. | Atleti              | Nazione       | Tempo   | Note  |
| ---- | ------------------- | ------------- | ------- | ----- |
| 1    | Oliver Zeidler      | Germania      | 7:12.75 | S A/B |
| 2    | Luca Verthein       | Brasile       | 7:14.26 | S A/B |
| 3    | Mindaugas Griškonis | Lituania      | 7:16.71 | S A/B |
| 4    | Jordan Parry        | Nuova Zelanda | 7:18.48 | S C/D |
| 5    | Cris Nievarez       | Filippine     | 7:50.74 | S C/D |
| 6    | Mohammed Al-Khafaji | Iraq          | 8:03.55 | S C/D |

## Semifinali

### Semifinali A/B
| Pos. | Atleti              | Nazione  | Tempo   | Note |
| ---- | ------------------- | -------- | ------- | ---- |
| 1    | Kjetil Borch        | Norvegia | 6:42.92 | FA   |
| 2    | Damir Martin        | Croazia  | 6:45.27 | FA   |
| 3    | Mindaugas Griškonis | Lituania | 6:45.90 | FA   |
| 4    | Gennaro Di Mauro    | Italia   | 6:50.19 | FB   |
| 5    | Luca Verthein       | Brasile  | 7:02.87 | FB   |
| 6    | Trevor Jones        | Canada   | 7:06.18 | FB   |

| Pos. | Atleti                    | Nazione   | Tempo   | Note |
| ---- | ------------------------- | --------- | ------- | ---- |
| 1    | Stefanos Ntouskos         | Grecia    | 6:41.61 | FA   |
| 2    | Sverri Nielsen            | Danimarca | 6:44.00 | FA   |
| 3    | Alexander Vyazovkin       | ROC       | 6:44.56 | FA   |
| 4    | Oliver Zeidler            | Germania  | 6:45.16 | FB   |
| 5    | Bendegúz Pétervári-Molnár | Ungheria  | 6:59.08 | FB   |
| 6    | Ryuta Arakawa             | Giappone  | 6:59.26 | FB   |

### Semifinali C/D
| Pos. | Atleti              | Nazione        | Tempo   | Note |
| ---- | ------------------- | -------------- | ------- | ---- |
| 1    | Álvaro Torres       | Perù           | 7:02.49 | FC   |
| 2    | Quentin Antognelli  | Monaco         | 7:06.03 | FC   |
| 3    | Dara Alizadeh       | Bermuda        | 7:11.14 | FC   |
| 4    | Mohammed Al-Khafaji | Iraq           | 7:21.52 | FD   |
| 5    | Cris Nievarez       | Filippine      | 7:26.05 | FD   |
| 6    | Husein Alireza      | Arabia Saudita | 7:53.99 | FD   |

| Pos. | Atleti               | Nazione       | Tempo   | Note |
| ---- | -------------------- | ------------- | ------- | ---- |
| 1    | Jordan Parry         | Nuova Zelanda | 6:57.70 | FC   |
| 2    | Abdelkhalek El-Banna | Egitto        | 6:58.84 | FC   |
| 3    | Jan Fleissner        | Rep. Ceca     | 6:59.61 | FC   |
| 4    | Peter Purcell-Gilpin | Zimbabwe      | 7:01.72 | FD   |
| 5    | Vladislav Yakovlev   | Kazakistan    | 7:03.53 | FD   |
| 6    | Onat Kazakli         | Turchia       | 7:32.19 | FD   |

### Semifinali E/F
| Pos. | Atleti         | Nazione   | Tempo   | Note |
| ---- | -------------- | --------- | ------- | ---- |
| 1    | Félix Potoy    | Nicaragua | 7:45.02 | FE   |
| 2    | Privel Hinkati | Benin     | 7:49.46 | FE   |
| 3    | Rio Rii        | Vanuatu   | 8:19.99 | FF   |

| Pos. | Atleti                | Nazione         | Tempo   | Note |
| ---- | --------------------- | --------------- | ------- | ---- |
| 1    | Ignacio Vásquez       | Rep. Dominicana | 7:42.80 | FE   |
| 2    | Franck N'Dri          | Costa d'Avorio  | 7:55.12 | FE   |
| 3    | Alhussein Ghambour    | Libia           | 7:55.98 | FE   |
| 4    | Abdulrahman Al-Fadhel | Kuwait          | 8:56.83 | FF   |

## Finali
| Pos. | Atleti                | Nazione | Tempo   | Note |
| ---- | --------------------- | ------- | ------- | ---- |
| 1    | Rio Rii               | Vanuatu | 7:49.82 |      |
| 2    | Abdulrahman Al-Fadhel | Kuwait  | 8:32.67 |      |

| Pos. | Atleti             | Nazione         | Tempo   | Note |
| ---- | ------------------ | --------------- | ------- | ---- |
| 1    | Ignacio Vásquez    | Rep. Dominicana | 7:25.88 |      |
| 2    | Félix Potoy        | Nicaragua       | 7:28.00 |      |
| 3    | Privel Hinkati     | Benin           | 7:38.58 |      |
| 4    | Franck N'Dri       | Costa d'Avorio  | 7:42.55 |      |
| 5    | Alhussein Ghambour | Libia           | 7:47.64 |      |

| Pos. | Atleti               | Nazione        | Tempo   | Note |
| ---- | -------------------- | -------------- | ------- | ---- |
| 1    | Vladislav Yakovlev   | Kazakistan     | 7:03.37 |      |
| 2    | Peter Purcell-Gilpin | Zimbabwe       | 7:03.85 |      |
| 3    | Onat Kazakli         | Turchia        | 7:13.65 |      |
| 4    | Mohammed Al-Khafaji  | Iraq           | 7:18.65 |      |
| 5    | Cris Nievarez        | Filippine      | 7:21.28 |      |
| 6    | Husein Alireza       | Arabia Saudita | 7:52.67 |      |

| Pos. | Atleti               | Nazione       | Tempo   | Note |
| ---- | -------------------- | ------------- | ------- | ---- |
| 1    | Jordan Parry         | Nuova Zelanda | 6:55.55 |      |
| 2    | Abdelkhalek El-Banna | Egitto        | 7:00.72 |      |
| 3    | Quentin Antognelli   | Monaco        | 7:01.85 |      |
| 4    | Jan Fleissner        | Rep. Ceca     | 7:02.93 |      |
| 5    | Álvaro Torres        | Perù          | 7:03.69 |      |
| 6    | Dara Alizadeh        | Bermuda       | 7:09.91 |      |

| Pos. | Atleti                    | Nazione  | Tempo   | Note |
| ---- | ------------------------- | -------- | ------- | ---- |
| 1    | Oliver Zeidler            | Germania | 6:44.44 |      |
| 2    | Gennaro Di Mauro          | Italia   | 6:47.38 |      |
| 3    | Trevor Jones              | Canada   | 6:48.51 |      |
| 4    | Bendegúz Pétervári-Molnár | Ungheria | 6:50.45 |      |
| 5    | Ryuta Arakawa             | Giappone | 6:50.91 |      |
| 6    | Luca Verthein             | Brasile  | 6:52.09 |      |

| Pos.    | Atleti              | Nazione   | Tempo   | Note            |
| ------- | ------------------- | --------- | ------- | --------------- |
| Oro     | Stefanos Ntouskos   | Grecia    | 6:40.45 | Record olimpico |
| Argento | Kjetil Borch        | Norvegia  | 6:41.66 |                 |
| Bronzo  | Damir Martin        | Croazia   | 6:42.58 |                 |
| 4       | Sverri Nielsen      | Danimarca | 6:42.73 |                 |
| 5       | Aleksandr Vyazovkin | ROC       | 6:49.09 |                 |
| 6       | Mindaugas Griškonis | Lituania  | 6:57.60 |                 |